# Сконе (лен)
Лен Ско́не (швед. Skåne län) — лен на самом юге Швеции. Граничит с ленами Крунуберг, Халланд и Блекинге. Административный центр — город Мальмё.
Границы лена в целом соответствуют границам исторической провинции Сконе, однако небольшие части лена относятся к провинции Халланд.

## География
Сконе — самый южный лен Швеции. Крупнейший город — Мальмё, третий по величине город в Швеции. Через Сконе (а именно, через Эресуннский мост, соединяющий Мальмё и Копенгаген) Скандинавия соединяется кратчайшим путём с остальной Европой.
В центральной части лена находится озеро Рингсьон площадью 40 км².

## История
Лен образован 1 января 1997 года из ленов Мальмёхус и Кристианстад.
с 1 октября 2016 года губернатор округа Сконе — Аннели Хултен.

## Административное деление
Лен состоит из 33 коммун:
1. Бьюв, центр — Бьюв,
2. Брумёлла, центр — Брумёлла,
3. Бурлёв, центр — Эрлёв (входит в агломерацию Мальмё),
4. Бостад, центр — Бостад,
5. Эслёв, центр — Эслёв,
6. Хельсингборг, центр — Хельсингборг,
7. Хеслехольм, центр — Хеслехольм,
8. Хёганес, центр — Хёганес,
9. Хёрбю, центр — Хёрбю,
10. Хёэр, центр — Хёэр,
11. Клиппан, центр — Клиппан,
12. Кристианстад, центр — Кристианстад,
13. Чевлинге, центр — Чевлинге,
14. Ландскруна, центр — Ландскруна,
15. Ломма, центр — Ломма,
16. Лунд, центр — Лунд,
17. Мальмё, центр — Мальмё,
18. Усбю, центр — Усбю,
19. Персторп, центр — Персторп,
20. Симрисхамн, центр — Симрисхамн,
21. Шёбу, центр — Шёбу,
22. Скуруп, центр — Скуруп,
23. Стаффансторп, центр — Стаффансторп,
24. Свалёв, центр — Свалёв,
25. Сведала, центр — Сведала,
26. Тумелилла, центр — Тумелилла,
27. Треллеборг, центр — Треллеборг,
28. Веллинге, центр — Веллинге,
29. Истад, центр — Истад,
30. Осторп, центр — Осторп,
31. Энгельхольм, центр — Энгельхольм,
32. Эркелльюнга, центр — Эркелльюнга,
33. Эстра-Йёинге, центр — Брубю.

## Ландстинг
Результаты выборов-2006:
| Партия                     | Партия                      | Голоса            | Голоса | Голоса | Мандаты | Мандаты |
| Партия                     | Партия                      | Число             | %      | +/-%   | Число   | +/-     |
| -------------------------- | --------------------------- | ----------------- | ------ | ------ | ------- | ------- |
|                            | Социал-демократическая      | 240 312           | 34,40  | -5,7   | 53      | -11     |
|                            | Умеренная                   | 195 014           | 27,92  | +8,44  | 43      | +12     |
|                            | Народная — либералы         | 59 065            | 8,46   | -3,04  | 13      | -6      |
|                            | Шведские Демократы          | 45 945            | 6,58   | +6,58  | 10      | +10     |
|                            | Центристская                | 41 154            | 5,89   | +0,55  | 9       | 0       |
|                            | Христианско-демократическая | 32 878            | 4,71   | -1,97  | 7       | -4      |
|                            | Охраны окружающей среды     | 30 670            | 4,39   | +0,99  | 7       | +2      |
|                            | Левая                       | 29 325            | 4,20   | -1,80  | 7       | -3      |
|                            | Интересов пенсионеров       | 15 900            | 2,28   | -0,42  | —       | —       |
|                            | Другие партии               | 8227              | 1,17   | -3,59  | —       | —       |
| Действительные бюллетени   | Действительные бюллетени    | 698 490           | 100,0  |        | 149     |         |
| Недействительные бюллетени | Недействительные бюллетени  | 17 369            |        |        |         |         |
| Всего                      | Всего                       | 715 859 (77,63 %) |        |        |         |         |

## Экономика
С годами регион, примыкающий к проливу Эресунн стал источником новых разработок и технологий. Основными звеньями региональной индустрии являются научные, информационные и коммуникационные технологии, а также пищевая промышленность. Широкое развитие получили исследования и разработки в области беспроводной коммуникации, разработки методов электронных решений проблем, а также микро — и нанотехнологий. Medicon Valley — знаменитое предприятие, мировой лидер в производстве фармацевтических препаратов.

## Достопримечательности
- Церковь Виттшёвле